# Conclave de 1334
El Conclave de 1334 va ser el segon Conclave de l'època del Papat d'Avinyó i el primer que se celebrà a Avinyó, ja que el de 1316 s'havia celebrat a Lió). Va acabar amb l'elecció de Benet XII que succeí Joan XXII.

## Mort de Joan XXII
El vell Papa Joan XXII va morir el 4 de desembre de 1334 després d'un llarg pontificat de 18 anys. Va treballar per l'estabilització de la seu del papat a Avinyó i l'enfortiment de la influència francesa a la Cúria papal. Només al final de la vida de Joan XXII, davant la preocupació pel caos creixent a Itàlia i tement una amenaça per al poder de l'Església, es va començar a considerar la possibilitat d'un retorn a Roma. No obstant això no hi havia cap pressa per anar a Roma ni per part de la majoria dels cardenals ni del Papa. La idea del retorn a Roma va anar prenent consistència després de la seva mort.

## Participants
El Conclave va comptar amb 24 cardenals, 16 francesos, 7 italians i un espanyol.
- Guillaume Godin (nomenat cardenal: 23 desembre 1312) – cardenal bisbe de Sabiny; prevere de S. Cecilia; Degà del Col·legi Cardenalici
- Pierre Desprèss OP (20 desembre 1320) – cardenal bisbe de Palestriny; vicecanceller a Rzymskiego
- Bertrand du Pouget (18 desembre 1316) – cardenal bisbe d'Ostia e Velletri
- Gauscelin de Jean (18 desembre 1316) – cardenal bisbe d'Albano; Tribunal de la Penitenciaria Apostòlica
- Jean-Raymond de Comminges; Cardenal de Comminges[4] (18 desembre 1327) – cardenal bisbe de Porto e Santa Rufina; responsable de S. Crisogono i S. Croce in Gerusalemme
- Annibaldo di Ceccano (18 desembre 1327) – cardenal bisbe de Tusculum
- Jacques Fournier OCist (18 desembre 1327) – cardenal prevere de S. Prisca; protoprevere del col·legi cardenalici
- Raymond de Mostuejouls OSB (18 desembre 1327) – cardenal prevere de S. Eusebio
- Pierre de Montemart (18 desembre 1327) – cardenal prevere de S. Stefano al Monte Celio; komendatariusz kościoła prezbiterialnego Ss. Marcellino e Pietro
- Pierre des Chappes (18 desembre 1327) – cardenal prevere de Ss. Silvestro e Martino
- Matteo Orsini di Monte Giordano OP (18 desembre 1327) – cardenal prevere de Ss. Giovanni e Paolo; administrator de Palerm
- Pedro Gómez de Barroso; Cardenal d'Espanya (18 desembre 1327) – cardenal prevere de S. Prassede; camarleng del col·legi cardenalici
- Imbert Dupuis (18 desembre 1327) – cardenal prevere de Ss. XII Apostoli
- Élie Talleyrand de Périgord; Cardenal de Périgord (25 maig 1331) – cardenal prevere de S. Pietro in Vincoli
- Pierre Bertrand d'Annonay; Cardenal d'Autun (20 desembre 1331) – cardenal prevere de S. Clemente
- Napoleone Orsini Frangipani (16 maig 1288) – cardenal diaca de S. Adriano; Protodiaca del col·legi cardenalici; arxipreste Basílica de Sant Pere del Vaticà
- Giacomo Caetani Stefaneschi (17 desembre 1295) – cardenal diaca de S. Giorgio in Velabro; prevere de S. Maria in Trastevere
- Luca Fieschi (2 març 1300) – cardenal diaca de S. Maria in Via Lata; administrator diakonii Ss. Cosma e Damiano; arxipreste Basílica de Santa Maria Major
- Raymond Guillaume des Farges (19 desembre 1310) – cardenal diaca de S. Maria Nuova
- Bertrand de Montfavez (18 desembre 1316) – cardenal diaca de S. Maria in Aquiro; arxipreste de Sant Joan del Laterà
- Gaillard de la Mothe (18 desembre 1316) – cardenal diaca de S. Lucia in Silice
- Gian Gaetano Orsini (18 desembre 1316) – cardenal diaca de S. Teodoro; prevere de S. Marco
- Arnaud de Via (20 juny 1317) – cardenal diaca de S. Eustachio
- Giovanni Colonna (18 desembre 1327) – cardenal diaca de S. Angelo in Pescheria

Joan XXII havia nomenat dinou electors, el Papa Climent V i el Papa Bonifaci VIII dos cadascú, i Nicolau IV un.
El camarlenc de la Santa Església Romana va ser Gasbert de Valle, Arquebisbe d'Arle, i un parent del Papa Joan XXII.

## Elecció de Benet XII
Col·legi Cardenalici es va dividir en dues faccions. Per una banda hi havia els francesos, partidaris de continuar a Avinyó, que eren unes dues terceres parts dels cardenals. Dirigits per Élie, tenien en Perigord un home fort. Per altra banda hi havia el grup minoritari, centrat al voltant del cardenal Giovanni Colonny. En general, s'esperava que l'elegit fos el cardenal francès Jean-Raymond de Venir, Bisbe de Porto i Santa Rufina.
El Conclave va començar el 13 de desembre, però durant els primers set dies no hi va haver cap votació. En aquest moment, els cardenals francesos van intentar d'aconseguir una declaració solemne de part del seu candidat Jean-Raymondade que no marxaria d'Avinyó. El cardenal Cominges es va negar sistemàticament a fer una declaració d'aquest tipus. Però, inesperadament, quan el 20 de desembre finalment es va començar a votar, la majoria requerida de 2/3 de vots van ser pel cardenal Fournier, que al principi no s'havia considerat papable, però que finalment fou elegit per unanimitat. L'escollit va quedar completament sorprès per aquest gir dels esdeveniments, però va acceptar l'elecció i va prendre el nom de Benet XII. El 8 de gener de 1335 el nou Papa va ser solemnement coronat al monestir dels Dominics a través del protodiaca Napoleone Orsiniego.